# Edmund Landau
Edmund Landau, född 14 februari 1877, död 19 februari 1938, var en tysk matematiker.
Landau har behandlat vissa frågor inom teorin för de analytiska funktionerna men använde framför allt denna teori inom talteorin, så kallad analytisk talteori. Bland hans arbeten märks Handbuch der Lehre von der Verteilung der Primzahlen (2 band, 1909), Einführung in die elementare und analytische Theorie der algebraischen Zahlen und der Ideale (1918, 2:a upplagan 1923), samt Vorlesungen über Zahlentheorie (3 band, 1927). 

## Biografi
Edmund Landau föddes i Berlin. Hans var far gynekologen Leopold Landau och hans mor var Johanna Jacoby. Landau studerade matematik vid Humboldt-Universität zu Berlin och mottog sitt doktorat år 1899 och sin habilitation år 1901. Hans doktorsavhandling var 14 sidor långt. År 1905 gifte han sig med Marianne Ehrlich, dotter till biologen Paul Ehrlich, som mottog nobelpriset i medicin år 1908.
Landau undervisade vid Humboldt-Universität zu Berlin från 1899 till 1909. Han var jude, och hjälpte att grunda matematiska institutet för matematik i det blivande Hebreiska universitetet i Jerusalem under 1920-talet. Landau lärde sig hebreiska i syfte att själv så småningom flytta till Jerusalem. I samband med öppnandet av universitetet höll han en föreläsning på hebreiska med namnet Lösta och olösta problem inom elementär talteori den andra april 1925. Han förhandlade med presidenten för universitetet, Judah Leon Magnes, om detaljer gällande läget av universitetet och byggnaden som skulle bli hemmet för matematiska institutet. År 1927 emigrerade Landau och hans familj till Palestina, och han började undervisa vid Hebreiska universitetet. Hans familj hade svårigheter med att vänja sig vid de primitiva levnadsförhållandena som rådde i Jerusalem på den tiden. Dessutom blev han inblandad i oklarheter mellan Magnessamt Chaim Weizmann och Albert Einstein. Magnes föreslog att Landau skulle vara rektor för universitetet, men Einstein och Weizmann stödde Selig Brodetsky. Landau trivdes inte med detta, och han bestämde sig för att återvända till Göttingen. Han stannade där tills han tvingades bort av nazistregimen efter Machtergreifung år 1933 och undervisade därefter enbart utanför Tyskland. 1934 flyttade han till Berlin, där han dog tidigt år 1938 av naturliga orsaker.
Landau presenterade ett mycket enklare bevis av primtalssatsen än det då kända år 1903. Senare skrev han den första systematiska behandlingen om analytisk talteori i Handbuch der Lehre von der Verteilung der Primzahlen, eller helt enkelt Handbuch. Han gjorde även viktiga bidrag till komplex analys.
G. H. Hardy skrev att ingen ägnade sig lika passionerat för matematiken än Landau.